# Carl-Göran Öberg

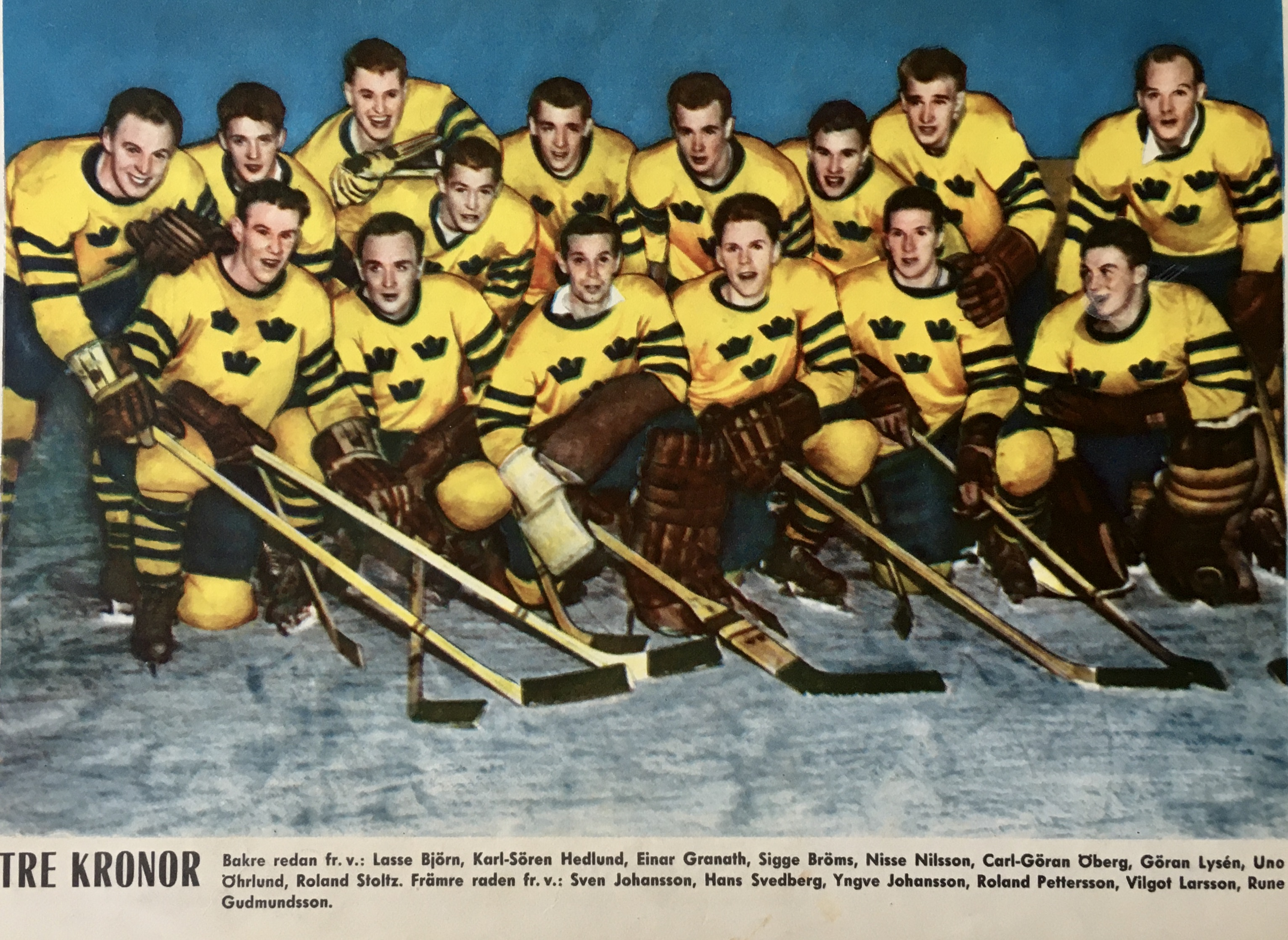
Tre Kronor i november 1958, från vänster, stående: Lasse Björn, Karl-Sören Hedlund, Einar Granath, Sigge Bröms, Nisse Nilsson, Carl-Göran "Lill-Stöveln" Öberg, Göran Lysén, Uno "Garvis" Öhrlund, Roland "Rolle" Stoltz; främre raden: Sven "Tumba" Johansson, Hasse Svedberg, Yngve Johansson, Roland "Sura-Pelle" Pettersson, Vilgot "Ville" Larsson och Rune Gudmundsson.

Carl-Göran Öberg, född 24 december 1938, är en svensk ishockeyspelare som främst spelat som vänsterforward. Han kallades "Lill-Stöveln" och är yngre bror till Hans "Stöveln" Öberg. 
Öberg debuterade i Gävle GIK 1955-56, där han 1957 vann SM-guld. I Djurgårdens IF, dit han flyttat 1960, vann han SM-guld 1961, 1962 och 1963. 1968 flyttade han till Division 2-laget Tranås AIF. Efter två säsonger i den klubben avslutades karriären med tre säsonger i Södertälje SK.
Carl-Göran Öberg fick i slutet av 1960-talet erbjudande om proffsspel i Toronto Maple Leafs, något han dock tackade nej till. tillsammans var han över med Kjell Svensson (ishockeyspelare).
"Lill-Stöveln" Öberg gjorde totalt 171 A-landskamper och 77 mål för Tre Kronor. Han debuterade i VM-sammanhang 1958, då som 19-åring. Det blev under tiden i Tre Kronor spel i tre OS-turneringar, vid sidan av totalt sex olika VM-turneringar. Under flera säsonger i landslaget fungerade han som vänsterforward i "Biff-kedjan", tillsammans med Hans "Tjalle" Mild och Ulf Sterner.
Efter avslutad karriär som spelare fungerade han som tränare i bland annat Djurgårdens IF och Södertälje SK.
Öberg blev stor grabb i ishockey nummer 61.

## Meriter
- OS-silver 1964
- OS-fyra 1968
- OS-femma 1960
- VM-silver 1963, 1967
- VM-brons 1958, 1965
- VM-fyra 1961
- VM-femma 1959
- EM-silver 1958, 1963, 1964, 1967
- EM-brons 1959, 1960, 1961, 1965, 1968